# Instituto de Eletrônica de Potência da UFSC
O Instituto de Eletrônica de Potência  da Universidade Federal de Santa Catarina é uma instituição brasileira de pesquisa científica e desenvolvimento tecnológico na área de eletrônica de potência. Tem sede no campus da UFSC na cidade de Florianópolis, Santa Catarina, desde 1994.

## História
Desde 1979, o Laboratório de Máquinas Elétricas e Eletrônica de Potência (LAMEP) do Departamento de Engenharia Elétrica e Eletrônica da UFSC era utilizado para o ensino de Eletrônica de Potência e Acionamento Elétrico. Entre 1980 e 1984, o Professor Ivo Barbi foi o responsável pelo laboratório. Barbi reestruturou o laboratório, transformando-o no atual Instituto de Eletrônica de Potência (INEP), inaugurado em 1994.
Em 2020, um estudo publicado na revista científica PLOS Biology identificou três professores do Instituto de Eletrônica de Potência da UFSC entre os 100.000 pesquisadores mais influentes do mundo. Na lista constam 14 pesquisadores afiliados à UFSC, destes sendo os seguintes membros do INEP-UFSC: Dr. Barbi, Dr. Martins e Dr. Heldwein.

## Pesquisa
Dentre as linhas de pesquisa atuais, o INEP se dedica ao desenvolvimento de tecnologia nacional:
- Criação de conversores para painéis solares[6]
- Estudo em controle e operação de microrredes[7]

## Organização de eventos internacionais
Em 2017, o INEP organizou e executou o VIII International Symposium on Power Electronics for Distributed Generation Systems (PEDG 2017). O evento contou com a presença de palestrantes como Deepak Divan, Sudip Mazumder, Liuchen Chang e Frede Blaabjerg.

## Corpo docente
O atual quadro docente é composto pelos seguintes professores pesquisadores:
- André Luís Kirsten,  Dr. M.Sc. B.Eng. (UFSM)
- Arnaldo José Perin, Dr. (INPT) M.Sc. (UFSC) B.Eng. (PUCRS)
- Denizar Cruz Martins, Dr. (INPT) M.Sc. B.Eng. (UFSC)
- Gierri Waltrich, Dr. (TU/e) M.Sc. B.Eng. (UFSC)
- Marcelo Lobo Heldwein, Dr. (ETH) M.Sc. B.Eng. (UFSC)
- Roberto Francisco Coelho, Dr. M.Sc. B.Eng. (UFSC)
- Samir Ahmad Mussa, Dr. M.Sc. (UFSC) B.Eng. (UFSM)
- Telles Brunelli Lazzarin, Dr. M.Sc. B.Eng. (UFSC)

### Anteriores
- Ênio Valmor Kassick, Dr. (INPT) M.Sc. (UFSC) B.Eng. (UFRGS)
- Hari Bruno Mörh, Dr. M.Sc. B.Eng. (UFSC)
- Ivo Barbi, Dr. (INPT) M.Sc. B.Eng. (UFSC)[1]
- João Carlos dos Santos Fagundes, Dr. (INPT) M.Sc. (UFSC) B.Eng. (UFRGS)

## Corpo técnico e administrativo
O atual quadro de apoio técnico e administrativo é composto pelos seguintes profissionais:
- Antonio Luiz Schalata Pacheco,  Dr. M.Sc. B.S. (UFSC)
- Bruno Rafael Leal Machado
- Diogo Duarte Luiz

### Anteriores
- Adenir João da Silva
- Luiz Marcelius Coelho

## Alunos egressos
- Clóvis A Petry, professor IFSC[10]
- Fernando S dos Reis, professor PUCRS
- Jair Urbanetz Jr, professor UTFPR[11]
- Nelson J Batistela, professor UFSC